# 12175 Wimhermans
12175 Wimhermans este un asteroid din centura principală de asteroizi.

## Descriere
12175 Wimhermans este un asteroid din centura principală de asteroizi. A fost descoperit pe 16 octombrie 1977 la Observatorul Palomar de Cornelis Johannes van Houten, Ingrid van Houten-Groeneveld și Tom Gehrels. Asteroidul prezintă o orbită caracterizată de o semiaxă mare de 3,11 ua, o excentricitate de 0,19 și o înclinație de 2,9° în raport cu ecliptica.